# 세미네정
세미네정(瀬峰町)은 미야기현 구리하라군 북부에 위치했던 정이다. 2005년 4월 1일에 구리하라군 전체가 합병해, 구리하라시가 되었다.

## 지리
미야기현 북부에 위치한 마을이다.마을 중앙을 흐르는 오야마다 강을 경계로 북쪽은 구릉지, 남쪽은 평지이다
- 하천 : 오야마다 강, 가리 강
- 연평균기온: 10.8℃(2003년)
- 연간 강수량 : 1,423mm (동상)
- 연간 일조 시간 : 1,379.5시간 (동상)

## 역사
- 1889년 4월 1일 - 정촌제를 시행으로 구리하라군 후지사토촌이 성립하였다.
- 1951년 4월 1일 - 정으로 승격하였다.
- 1951년 4월 2일 - 후지사토정이 세미네정으로 개칭하였다.
- 2005년 4월 1일 - 구리하라군 우치젠마치촌과 합병해 구리하라시가 되었다.

## 교통

### 철도
- 동일본 여객철도
  - 도호쿠 본선

### 도로
- 미야기 현도 1호 후루카와 사누마선
- 미야기 현도 29호 카난 쓰키다테선
- 미야기 현도 175호 다지리 세미네선
- 미야기 현도 237호 세미네 도요사토선